# Castrul roman Rupes
Castrul roman Rupes se găsește pe teritoriul orașului Rupea, județul Brașov, Transilvania.

## Etimologie
Numele "Rupes" vine din limba latină ("stâncă").

## Galerie de imagini

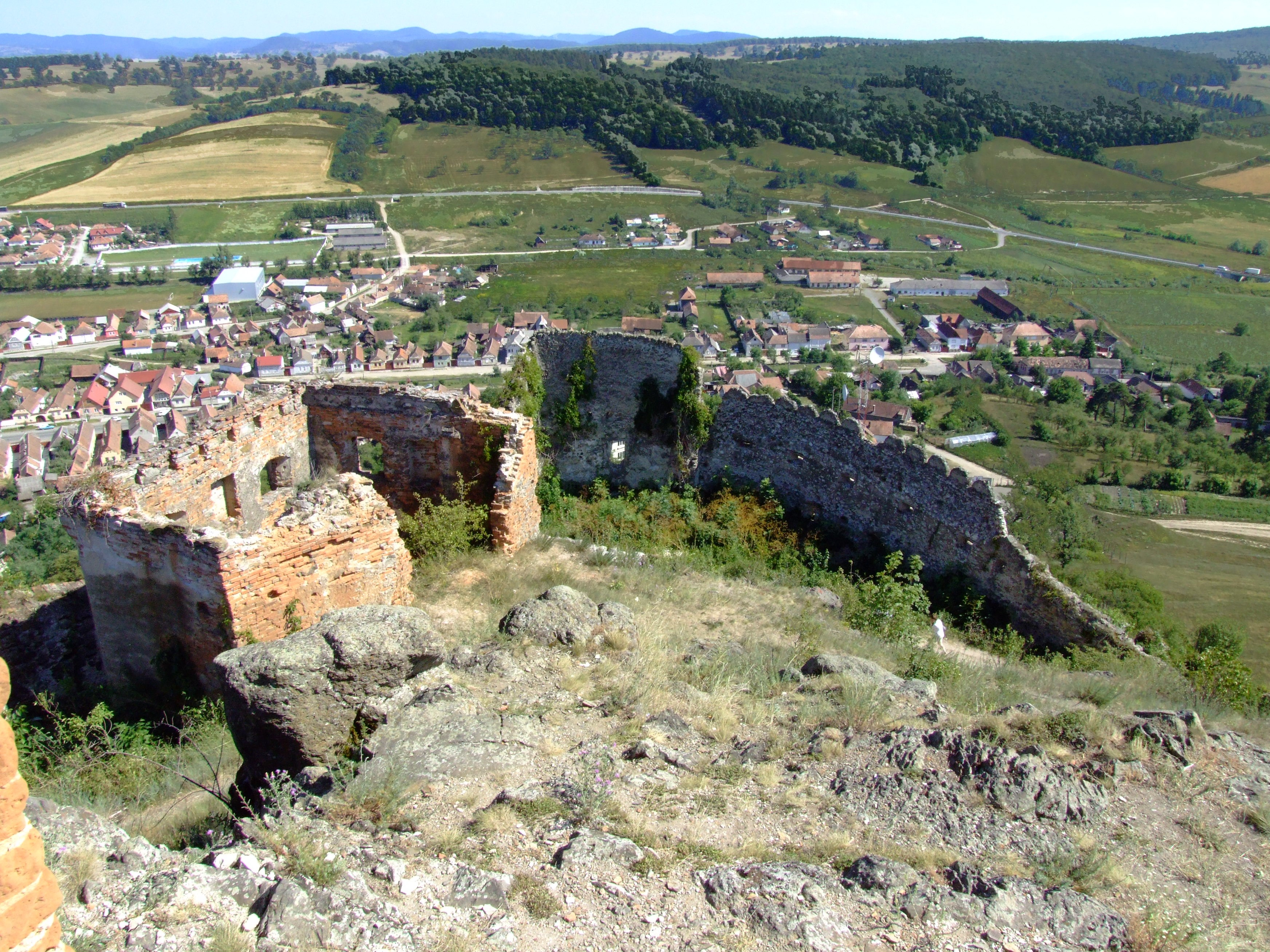
Cetatea medievală (vedere din interior)